# 나기라 도모카즈
나기라 도모카즈(일본어: 柳楽 智和, 1985년 10월 17일 ~ )는 일본의 전 축구 선수이다.

## 구단 경력
과거 아비스파 후쿠오카, FC 도쿄, 가이나레 돗토리에서 활동하였다.

## 국가대표팀 경력
그는 2005년 FIFA 세계 청소년 축구 선수권 대회에 참가할 일본 U-20 국가대표팀에 발탁되었으며, 4경기에 출전했다.